# Grote Kerk (Enschede)
De Grote Kerk is een kerkgebouw op de Oude Markt in Enschede. De oorspronkelijke kerk dateert uit de Middeleeuwen, maar onderging in de 19de eeuw grondige wijzigingen.
De noordmuur, het oudste gedeelte, dateert van omstreeks 1200 en is opgetrokken uit Bentheimer zandsteen, net als alle muren en vloeren. De onderste vier geledingen van de toren dateren uit de 13de eeuw.
In 1480 is de kerk uitgebreid in zuidelijke en oostelijke richting, zodat een tweeschepige hallenkerk ontstond met twee koren, elk met een driezijdige sluiting. Uit dezelfde periode dateert de bovenste torengeleding.
In 1842 is de kerk verbouwd tot een zaalruimte door de kolommenrij tussen de beide schepen te slopen en de twee koren samen te voegen. De beide zadeldaken van de twee voormalige schepen werden toen vervangen door een hoog zadeldak dat de hele kerk overdekte. Na de stadsbrand van 1862 is het gebouw hersteld en zijn de spitsboogvensters vervangen door rondboogvensters. Er werden nieuwe gebrandschilderde ramen in geplaatst gemaakt door Herman Veldhuis.
In 2007 vond er een restauratie plaats.
Het kerkgebouw is sinds maart 1995 onderdeel van (sinds 2009 de) Stadsschouwburg Enschede, waar sindsdien een deel van de concerten uit het programma uitgevoerd wordt. De kerk is ook nog steeds een trouwlocatie. Daarnaast wordt zij gebruikt voor uiteenlopende evenementen in de stad en als expositieruimte.

## Orgel

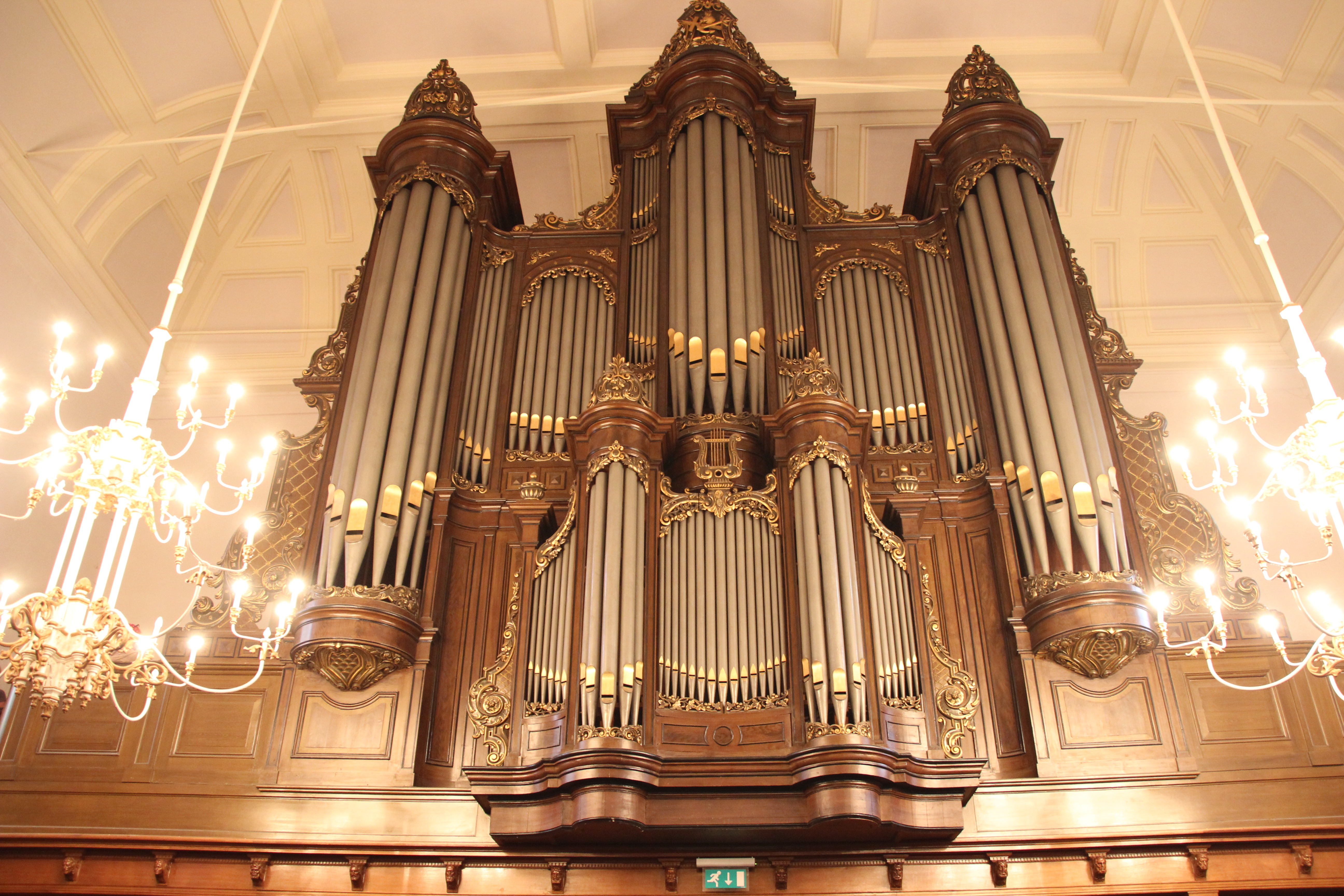
Orgel uit 1892.

Het orgel is in 1892 door de firma Familie Van Dam in Leeuwarden gebouwd. Het was het grootste orgel van die orgelbouwer. Het heeft 39 registers, die verdeeld zijn over Hoofdwerk, Rugpositief, Bovenwerk en Pedaal.
In 1953 heeft orgelmaker Flentrop de mechaniek gedeeltelijk vernieuwd en vijf registers vervangen. Op 9 april 1997 werd het orgel na een volgende restauratie door dezelfde orgelbouwer weer in gebruik genomen.

## Zonnewijzer
Aan de buitenkant van de zuidmuur is een verticale zonnewijzer (met tijdsvereffeningslus) ingemetseld. Deze is in 1836 ontworpen door Coenraad ter Kuile. Op de stenen plaat (uit 1918) onder de zonnewijzer staat een tekst met daarin de Romeinse cijfers 'MCMVWIII' verwerkt.